# Mesonemurus sibiricus
Mesonemurus sibiricus is een insect uit de familie van de mierenleeuwen (Myrmeleontidae), die tot de orde netvleugeligen (Neuroptera) behoort. 
Mesonemurus sibiricus is voor het eerst wetenschappelijk beschreven door Navás in 1924.